# Paterno (praefectus urbi)
Paterno (in latino: Paternus; fl. 264-266) è stato un politico romano durante il regno dell'imperatore Gallieno.

## Biografia
Tra il 264 e il 266 ricoprì la carica di praefectus urbi.
Va forse identificato con Aspasio Paterno, proconsole d'Africa nel 257/258, e con l'omonimo console del 268.